# コンコ
コンコ（イタリア語: Conco）は、イタリア共和国ヴェネト州ヴィチェンツァ県に存在した、人口約2,100人の基礎自治体（コムーネ）。
2019年2月20日にルジアーナと合併してルジアーナ・コンコの一部となった。

## 地理

### 位置・広がり

#### 隣接コムーネ
コムーネとしてのコンコは、以下のコムーネと隣接していた。
- アジアーゴ
- バッサーノ・デル・グラッパ
- カンポロンゴ・スル・ブレンタ
- ルジアーナ
- マロースティカ
- ヴァルスターニャ